# Júlio Sumiu
Julio Sumiu é um filme de comédia brasileiro que estreou dia 17 de abril de 2014. É produzido pela Globo Filmes e distribuído pela Imagem Filmes. No elenco, estão: Lília Cabral, Fiuk, Carolina Dieckmann, Augusto Madeira, Stepan Nercessian, Sérgio Bezerra, Giancarlo Di Tomasso, Leandro Firmino, Hugo Grativol, Dudu Sandroni, Babu Santana e Pedro Nercessian como o personagem-título do filme.

## Sinopse
Zona sul do Rio de Janeiro. Edna (Lilia Cabral) é mãe de Julio (Pedro Nercessian) e Sílvio (Fiuk). Um dia ela acorda desesperada ao perceber que Julio simplesmente desapareceu, sem deixar pistas. Preocupada, ela vai à delegacia com Eustáquio (Dudu Sandroni), seu marido, mas eles são destratados pelo delegado adjunto J. Rui (Augusto Madeira), que estava mais interessado em conquistar a colega de trabalho Madalena (Carolina Dieckmann). Após receber na secretária eletrônica um aviso de que o filho está com Tião Demônio (Leandro Firmino), o chefão do tráfico do morro ao lado, Edna decide ir até lá negociar. Surpreendida por um tiroteio, ela acaba guardando 20 kg de cocaína para o traficante que, em troca, promete libertar Julio. O problema é que Sílvio, ao descobrir a cocaína, decide vendê-la.

## Elenco
- Lília Cabral como Edna
- Fiuk como Sílvio
- Carolina Dieckmann como Madá
- Augusto Madeira como J.Rui
- Stepan Nercessian como Delegado Barriga
- Sérgio Bezerra como Joinha
- Giancarlo di Tomasso como Comerciante
- Leandro Firmino como Tião Demonio
- Hugo Grativol como Zeca
- Pedro Nercessian como Julio
- Dudu Sandroni como Eustáquio
- Babu Santana como Caolho

## Recepção
Kadu Silva em sua crítica para o CCine10 escreveu: "A premissa do filme é interessantíssima, no entanto a direção equivocada de Roberto Berliner, acaba por deixar a narrativa cansativa, repleta de cenas que não tem necessidade de existir, sem contar, outras diversas que parecem repetitivas ou mal pensadas. (...) Apesar desses equívocos, o filme apresenta pontos positivos, que valem ser ressaltados, a começar pela presença arrebatadora de Lília Cabral, que por si só, já deixa o filme no nível assístivel. (...) Há espaço também para críticas sociais, religiosas, políticas e principalmente policial. (...) Julio Sumiu no fim é um longa que tenta ser uma comédia, mas acaba ficando só a intenção e com isso se torna chato e cansativo."